# Tijana Sretković
Tijana Sretković (Kraljevo, 2. novembar 1986) je pevačica grupe Neverne bebe.

## Biografija
Tijana Sretković rođena je 2. novembra 1986. u Kraljevu gde je uporedo završila osnovnu i nižu muzičku školu "Stevan Mokranjac", odsek violončelo. 
Već kao devojčica nastupa na pevačkim takmičenjima za mlade talente. 
Po završetku Gimnazije i tri godine srednje muzičke škole u Kraljevu prelazi u Beograd i upisuje Beogradsku Politehniku - odsek za industrijski dizajn, gde je od diplome trenutno deli jedan ispit.
Dizajn je njena velika ljubav i hobi ali ipak bira muziku za svoje životno opredeljenje koje se samo potvrdilo pozivom Nevernih beba da im se pridruži u proleće 2011. godine.
Nastupala je u bendovima "Višestruki prelom" (sastavljen delimično od drugova iz muzičke škole), "Funkey" i "Carbon Cartel" (autorski progressive rock bend sa velikim brojem zapaženih klupskih koncerata).
Do svoje 15. godine bavila se glumom a aktivno je trenirala i plivanje, osvojila je više medalja na regionalnim i državnim takmičenjima. Svira violončelo i akustičnu gitaru.
Obožava crtanje i dizajn na svim poljima.
Tijanini uzori su : Prince, Mike Patton, Joe Lynn Turner, Glenn Hughes, Freddie Mercury, SKIN (Skunk Anansie), Chaka Khan, Jennifer Holiday...
Omiljeni bendovi - Faith no more, Toto, Pink Floyd, Kansas, Journey, Thin Lizzy, Queen, J. Bonamassa, SRV...

## Spoljašnje veze
- Biografija Tijane Sretković na sajtu www.neverne-bebe.com